# Andrej Rubljov
Andrej Rubljov (rusky Андрей Андреевич Рублёв, Andrej Andrejevič Rubljov, * 20. října 1997 Moskva) je ruský profesionální tenista a olympijský vítěz smíšené čtyřhra z tokijských her. Ve své dosavadní kariéře na okruhu ATP Tour vyhrál sedmnáct singlových turnajů včetně Monte-Carlo Masters 2023 a Madrid Masters 2024. K nim přidal čtyři deblové trofeje. Na challengerech ATP a okruhu ITF získal pět titulů ve dvouhře a tři ve čtyřhře. Jako první muž otevřené éry prohrál úvodních deset grandslamových čtvrtfinále,  mezi French Open 2020 a Australian Open 2024.
Na žebříčku ATP byl ve dvouhře nejvýše klasifikován v září 2021 na 5. místě a ve čtyřhře pak v listopadu 2023 na 44. místě. Trénují ho Fernando Vicente s Albertem Martínem. Dříve tuto roli plnil Sergej Taraševič.
V ruském daviscupovém týmu debutoval v roce 2014 baráží 1. skupiny zóny Evropy a Afriky proti Portugalsku, v níž vyhrál čtyřhru i dvouhru za rozhodnutého stavu 4:1 pro Rusko. V ročníku 2021 byl součástí vítězného ruského týmu. Do roku 2025 v soutěži nastoupil k devatenácti mezistátním utkáním s bilancí 12–5 ve dvouhře a 8–5 ve čtyřhře.

## Juniorská kariéra
Juniorským debutem se pro něj stal ve třinácti letech turnaj v Lucemburku. Již při druhé účasti vybojoval první trofej, když triumfoval ve Phoenixu po vítězství nad Tunisanem Skanderem Mansúrim. V prosinci 2012 získal vavřín z floridského Orange Bowlu.
V sezóně 2013 následoval titul na jihoafrickém NWU PUKKE/RVTA Junior ITF 1 Cupu v Potchefstroomu. Do čtvrtfinále prošel na Australian Open 2014. Na grandslamovou trofej dosáhl na dvouhře French Open 2014, když jako čtvrtý nasazený ve finále zdolal španělskou turnajovou sedmičku Jaumeho Antonia Muñara Clara. V deblové soutěži Roland Garros došli s Američanem Stefanem Kozlovem do semifinále. Po turnaji se 9. června 2014 stal juniorskou světovou jedničkou. Ve Wimbledonu 2014 mu překvapivou porážku ve třetím kole přivodil až 1 842. hráč žebříčku van Rijthoven z Nizozemska. Ve wimbledonské čtyřhře hráli s Kozlovem v roli nejvýše nasazeného páru. Ve finále však byli poraženi brazilskými juniory Orlandem Luzem a Marcelem Zormannem.
Na Letních olympijských hrách mládeže 2014 v Nankingu nastoupil do všech třech soutěží. Z dvouhry si odvezl bronzovou medaili po výhře nad Japoncem Džumpejem Jamasakim. Stříbrný kov vybojoval ve čtyřhře s Karenem Chačanovem, když ve finále nenašli recept na Brazilce Luze se Zormannem. V mixu pak vypadli s Darjou Kasatkinovou ve druhém kole. V závěru roku 2014 byl vyhlášen juniorským mistrem světa ITF.
Juniorskou kariéru ukončil v dubnu 2015 trofejí z premiérového ročníku mistrovské události ITF Junior Masters v Čcheng-tu. V závěrečném duelu přehrál Američana Taylora Fritze po dvousetovém průběhu.

## Profesionální kariéra
Na okruhu ITF debutoval v červenci 2013 turnajem v bulharském Chaskovu, kde skončil ve čtvrtfinále na raketě Francouze Mathiase Bourguea. O měsíc později si jako patnáctiletý zahrál první finále v Minsku, kde byl nad jeho síly Bělorus Jegor Gerasimov. Premiérový titul si připsal v listopadu 2013 z floridského Bradentonu po finálové výhře nad Lotyšem Mārtiņšem Podžusem.

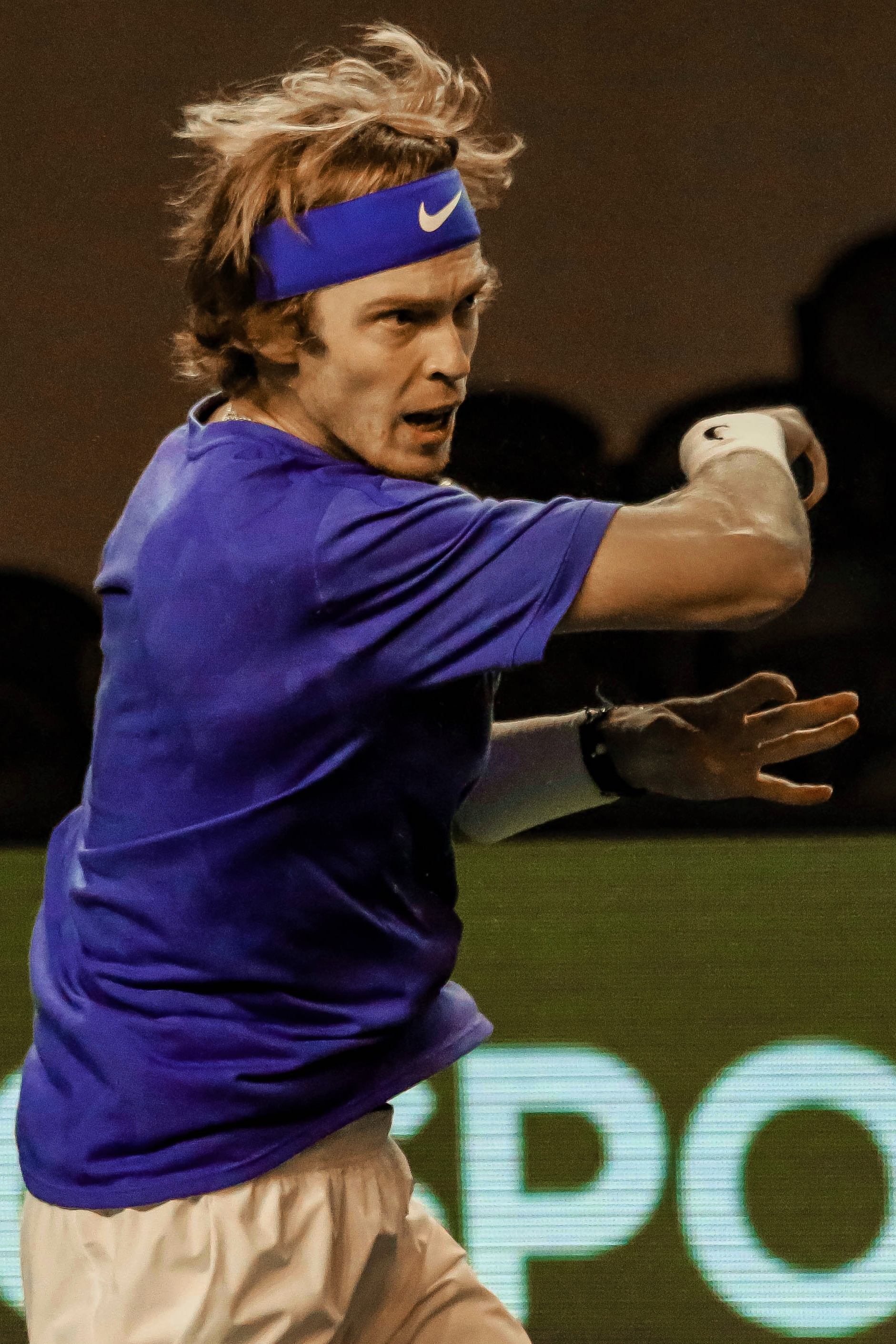
Rubljov na Rolex Paris Masters 2019

Premiérovým startem na okruhu ATP Tour se stal Delray Beach International Tennis Championships 2015, kde jej ve druhém kole vyřadil Američan Steve Johnson. Na události série Masters Miami Open zdolal Španěla Pabla Carreña Bustu, aby následně podlehl favorizovanému Johnu Isnerovi. Z kvalifikace do hlavní soutěže postoupil na antukovém Barcelona Open. V úvodní fázi přehrál španělského hráče Fernanda Verdasca a ve druhém nenašel recept na třináctého nasazeného Itala Fabia Fogniniho. Vítězstvím nad Finem Jarkko Nieminenem během Geneva Open, v sedmnácti letech zopakoval Nadalův výkon, a to vyhrát v juniorském věku (do 18 let) zápas alespoň na pěti událostech okruhu ATP Tour v jedné sezóně. Rafael Nadal tohoto výsledku dosáhl v roce 2004.
Grandslamovým debutem se stal US Open 2015, kde zvládl tři kvalifikační kola. V hlavní soutěži na úvod nestačil na jihoafrickou turnajovou patnáctku Kevina Andersona po čtyřsetovém průběhu. Premiérový titul z okruhu ATP Tour si odvezl z říjnové čtyřhry Kremlin Cupu 2015, když na divokou kartu s Dmitrijem Tursunovem ve finále porazili dvojici Radu Albot a František Čermák až v rozhodujícím supertiebreaku. Na červencovém Croatia Open Umag 2017 pak vybojoval první trofej ve dvouhře, když ve finále přehrál italskou turnajovou čtyřku Paola Lorenziho po dvousetovém průběhu. Stal se tak sedmým šťastným poraženým vítězem turnajů ATP v historii a prvním od triumfu Rajeeva Rama v Newportu 2009. Bodový zisk mu v následném vydání žebříčku ATP zajistil debutový posun do elitní světové padesátky na 49. místo 
První čtvrtfinále na majoru si zahrál během US Open 2017, kde ve druhém kole vyřadil sedmého nasazeného Grigora Dimitrova a ve čtvrté fázi turnajovou devítku Davida Goffina. Následně jej vyřadil první hráč žebříčku a pozdější vítěz Rafael Nadal, jemuž odebral jen pět gamů. Stal se tak nejmladším čtvrtfinalistou US Open od Andyho Roddicka a ročníku 2001. Do finále se probojoval na úvodním ročníku závěrečného turnaje sezóny pro hráče do 21 let, Next Generation ATP Finals 2017 v Miláně, kde podlehl Jihokorejci Čong Hjonovi, na něhož nestačil už v základní skupině. Turnaj se odehrával ve formátu Fast4 tenisu bez bodového ohodnocení.

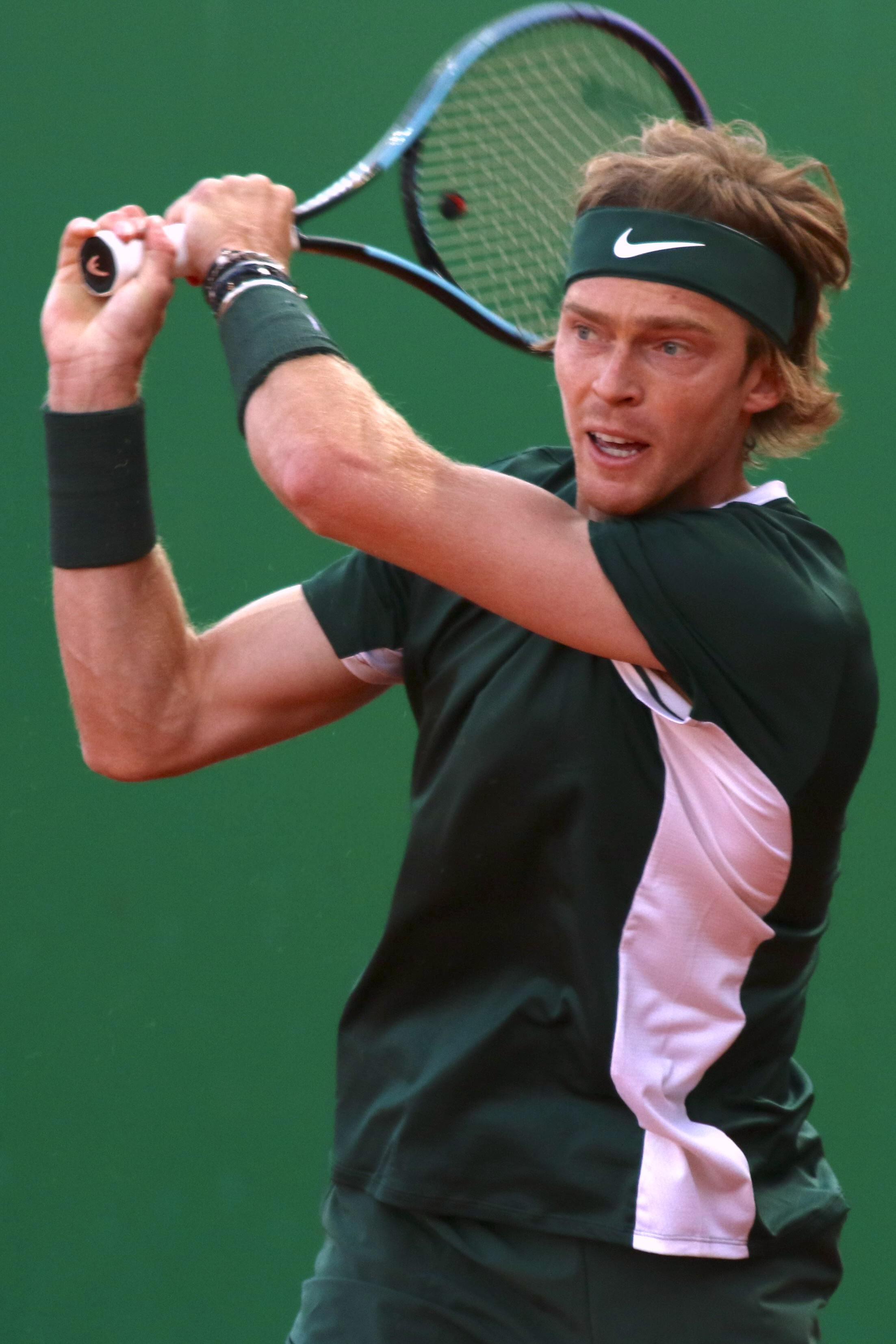
Bekhend na Monte-Carlo Masters 2022

V době zahájení ruské invaze na Ukrajinu v únoru 2022 hrál závěr Dubai Tennis Championships 2022. Po semifinálové výhře nad Polákem Hubertem Hurkaczem napsal na kameru vzkaz: „No war please“. Ve finále zdolal českého kvalifikanta Jiřího Veselého po dvousetovém průběhu a vybojoval jubilejní desátý singlový titul. Navázal jím na šest dní starý triumf z Open 13 Provence 2022 v Marseille. První titul z kategorie Masters získal na Monte-Carlo Rolex Masters 2023. Ve finále zdolal dánskou světovou osmičku Holgera Runeho poměrem 7–5 ve třetím setu, když otočil nepříznivý vývoj 1–4 na gamy.
Po pětisetové bitvě postoupil přes Kazachstánce Alexandra Bublika mezi poslední osmičku Wimbledonu 2023, čímž zkompletoval čtvrtfinálové účasti na grandslamech. Poté však nestačil na světovou dvojku Novaka Djokoviće a jako první tenista v otevřené éře prohrál osm úvodních grandslamových čtvrtfinále, do nichž nastoupil. Čtvrtfinálový souboj nezvládl ani na devátý pokus na US Open 2023, kde jej vyřadil Daniil Medveděv. Druhý Masters ovládl opět na antuce, když triumfoval na květnovém Mutua Madrid Open 2024. Ve čtvrtfinále přehrál dvojnásobného obhájce a světovou trojku Carlose Alcaraze. Člena první světové trojky porazil poprvé od Turnaje mistrů 2022, kde zdolal Tsitsipase. Celkový poměr s touto skupinou hráčů snížil na 8–10.  Do finále postoupil přes americkou světovou třináctku Taylora Fritze. V něm zdolal světovou pětatřicítku Félixe Augera-Aliassimeho z Kanady, ačkoli ztratil úvodní sadu. V šestém vzájemném duelu jej popáté porazil. V probíhající sezóně navázal na trofej z Hong Kong Tennis Open 2024.
Ve čtvrtfinále montréalského National Bank Open 2024 porazil podruhé v kariéře světovou jedničku, obhájce trofeje Jannika Sinnera. Jako třetí tenista narozený v roce 1990 či později tím po Medveděvovi a Dimitrovovi zkompletoval čtvrtfinálové účasti na všech čtyřech grandslamech a devíti Mastersech. Přes dalšího Itala Mattea Arnaldiho postoupil do souboje o titul, v němž podlehl Australanu Alexeji Popyrinovi ze sedmé světové desítky.

## Soukromý život
Narodil se roku 1997 v ruské metropoli Moskvě do rodiny profesionálního boxera a později restauratéra Andreje Rubljova a tenisové trenérky Mariny Marenkové, která se podílela na vedení např. Anny Kurnikovové.
K roku 2015 jej trénoval běloruský kouč Sergej Taraševič. V rámci přípravy studoval Raonicův servis, Nadalovu hru nohou a pohyb či Federerovu herní lehkost a forhend.

## Utkání o olympijské medaile

### Smíšená čtyřhra: 1 (1 zlato)
| Stav  | rok  | místo konání    | povrch | spoluhráč                  | soupeřky                       | výsledek               |
| ----- | ---- | --------------- | ------ | -------------------------- | ------------------------------ | ---------------------- |
| Zlato | 2020 | Tokio, Japonsko | tvrdý  | Anastasija Pavljučenkovová | Jelena Vesninová Aslan Karacev | 6–3, 6–7(5–7), [13–11] |

## Finále na okruhu ATP Tour
| Legenda                              |                          |
| D – dvouhra; Č – čtyřhra             | D – dvouhra; Č – čtyřhra |
| ------------------------------------ | ------------------------ |
| Grand Slam (0)                       |                          |
| Turnaj mistrů (0)                    |                          |
| ATP Tour Masters 1000 (2–4 D; 1–3 Č) |                          |
| ATP Tour 500 (6–5 D)                 |                          |
| ATP Tour 250 (9–2 D; 3–1 Č)          |                          |

### Dvouhra: 28 (17–11)
| Stav      | č.  | datum             | turnaj                          | kategorie | povrch    | soupeř ve finále      | výsledek            |
| --------- | --- | ----------------- | ------------------------------- | --------- | --------- | --------------------- | ------------------- |
| Vítěz     | 1.  | 23. července 2017 | Umag, Chorvatsko                | ATP 250   | antuka    | Paolo Lorenzi         | 6–4, 6–2            |
| Finalista | 1.  | 6. ledna 2018     | Dauhá, Katar                    | ATP 250   | tvrdý     | Gaël Monfils          | 2–6, 3–6            |
| Finalista | 2.  | 28. července 2019 | Hamburk, Německo                | ATP 500   | antuka    | Nikoloz Basilašvili   | 5–7, 6–4, 3–6       |
| Vítěz     | 2.  | 20. října 2019    | Moskva, Rusko                   | ATP 250   | tvrdý (h) | Adrian Mannarino      | 6–4, 6–0            |
| Vítěz     | 3.  | 11. ledna 2020    | Dauhá, Katar                    | ATP 250   | tvrdý     | Corentin Moutet       | 6–2, 7–6(7–3)       |
| Vítěz     | 4.  | 18. ledna 2020    | Adelaide, Austrálie             | ATP 250   | tvrdý     | Lloyd Harris          | 6–3, 6–0            |
| Vítěz     | 5.  | 27. září 2020     | Hamburk, Německo                | ATP 500   | antuka    | Stefanos Tsitsipas    | 6–4, 3–6, 7–5       |
| Vítěz     | 6.  | 18. října 2020    | Petrohrad, Rusko                | ATP 500   | tvrdý (h) | Borna Ćorić           | 7–6(7–5), 6–4       |
| Vítěz     | 7.  | 1. listopadu 2020 | Vídeň, Rakousko                 | ATP 500   | tvrdý (h) | Lorenzo Sonego        | 6–4, 6–4            |
| Vítěz     | 8.  | 7. března 2021    | Rotterdam, Nizozemsko           | ATP 500   | tvrdý (h) | Márton Fucsovics      | 7–6(7–4), 6–4       |
| Finalista | 3.  | 18. dubna 2021    | Monte Carlo, Monako             | ATP 1000  | antuka    | Stefanos Tsitsipas    | 3–6, 3–6            |
| Finalista | 4.  | 20. června 2021   | Halle, Německo                  | ATP 500   | tráva     | Ugo Humbert           | 3–6, 6–7(4–7)       |
| Finalista | 5.  | 22. srpna 2021    | Cincinnati, Spojené státy       | ATP 1000  | tvrdý     | Alexander Zverev      | 2–6, 3–6            |
| Vítěz     | 9.  | 20. února 2022    | Marseille, Francie              | ATP 250   | tvrdý (h) | Félix Auger-Aliassime | 7–5, 7–6(7–4)       |
| Vítěz     | 10. | 26. února 2022    | Dubaj, Spojené arabské emiráty  | ATP 500   | tvrdý     | Jiří Veselý           | 6–3, 6–4            |
| Vítěz     | 11. | 24. dubna 2022    | Bělehrad, Srbsko                | ATP 250   | antuka    | Novak Djoković        | 6–2, 6–7(4–7), 6–0  |
| Vítěz     | 12. | 16. října 2022    | Gijón, Španělsko                | ATP 250   | tvrdý (h) | Sebastian Korda       | 6–2, 6–3            |
| Finalista | 6.  | 4. března 2023    | Dubaj, Spojené arabské emiráty  | ATP 500   | tvrdý     | Daniil Medveděv       | 2–6, 2–6            |
| Vítěz     | 13. | 16. dubna 2023    | Monte Carlo, Monako             | ATP 1000  | antuka    | Holger Rune           | 5–7, 6–2, 7–5       |
| Finalista | 7.  | 23. dubna 2023    | Banja Luka, Bosna a Hercegovina | ATP 250   | antuka    | Dušan Lajović         | 3–6, 6–4, 4–6       |
| Finalista | 8.  | 25. června 2023   | Halle, Německo                  | ATP 500   | tráva     | Alexandr Bublik       | 3–6, 6–3, 3–6       |
| Vítěz     | 14. | 23. července 2023 | Båstad, Švédsko                 | ATP 250   | antuka    | Casper Ruud           | 7–6(7–3), 6–0       |
| Finalista | 9.  | 15. října 2023    | Šanghaj, Čína                   | ATP 1000  | tvrdý     | Hubert Hurkacz        | 3–6, 6–3, 6–7(8–10) |
| Vítěz     | 15. | 7. ledna 2024     | Hongkong, Čína                  | ATP 250   | tvrdý     | Emil Ruusuvuori       | 6–4, 6–4            |
| Vítěz     | 16. | 5. května 2024    | Madrid, Španělsko               | ATP 1000  | antuka    | Félix Auger-Aliassime | 4–6, 7–5, 7–5       |
| Finalista | 10. | 12. srpna 2024    | Montréal, Kanada                | ATP 1000  | tvrdý     | Alexei Popyrin        | 2–6, 4–6            |
| Vítěz     | 17. | 22. února 2025    | Dauhá, Katar (2)                | ATP 500   | tvrdý     | Jack Draper           | 7–5, 5–7, 6–1       |
| Finalista | 11. | 24. května 2025   | Hamburk, Německo                | ATP 500   | antuka    | Flavio Cobolli        | 2–6, 4–6            |

### Čtyřhra: 8 (4–4)
| Stav      | č. | datum             | turnaj                      | kategorie | povrch    | spoluhráč        | soupeři ve finále                   | výsledek              |
| --------- | -- | ----------------- | --------------------------- | --------- | --------- | ---------------- | ----------------------------------- | --------------------- |
| Vítěz     | 1. | 25. října 2015    | Moskva, Rusko               | ATP 250   | tvrdý (h) | Dmitrij Tursunov | Radu Albot František Čermák         | 2–6, 6–1, [10–6]      |
| Finalista | 1. | 1. dubna 2018     | Miami, Spojené státy        | ATP 1000  | tvrdý     | Karen Chačanov   | Bob Bryan Mike Bryan                | 6–4, 6–7(5–7), [4–10] |
| Finalista | 2. | 3. listopadu 2019 | Paříž, Francie              | ATP 1000  | tvrdý (h) | Karen Chačanov   | Pierre-Hugues Herbert Nicolas Mahut | 4–6, 1–6              |
| Vítěz     | 2. | březen 2021       | Dauhá, Katar                | ATP 250   | tvrdý     | Aslan Karacev    | Marcus Daniell Philipp Oswald       | 7–5, 6–4              |
| Finalista | 3. | 16. října 2021    | Indian Wells, Spojené státy | ATP 1000  | tvrdý     | Aslan Karacev    | John Peers Filip Polášek            | 3–6, 6–7(5–7)         |
| Vítěz     | 3. | 20. února 2022    | Marseille, Francie          | ATP 250   | tvrdý (h) | Denys Molčanov   | Raven Klaasen Ben McLachlan         | 4–6, 7–5, [10–7]      |
| Vítěz     | 4. | 6. května 2023    | Madrid, Španělsko           | ATP 1000  | antuka    | Karen Chačanov   | Rohan Bopanna Matthew Ebden         | 6–3, 3–6, [10–3]      |
| Finalista | 4. | 5. ledna 2025     | Hongkong, Čína              | ATP 250   | tvrdý     | Karen Chačanov   | Sander Arends Luke Johnson          | 5–7, 6–4, [7–10]      |

## Finále Next Gen ATP Finals

### Dvouhra: 1 (0–1)
| Stav      | č. | datum              | turnaj        | povrch    | soupeř ve finále | výsledek                     |
| --------- | -- | ------------------ | ------------- | --------- | ---------------- | ---------------------------- |
| Finalista | 1. | 11. listopadu 2017 | Milán, Itálie | tvrdý (h) | Čong Hjon        | 4–3(7–5), 3–4(2–7), 2–4, 2–4 |

## Finále na challengerech ATP a okruhu Futures
| Legenda                    |
| -------------------------- |
| Challengery (1–2 D; 2–0 Č) |
| Futures (4–2 D; 1–2 Č)     |

### Dvouhra: 9 (5–4)
| Stav      | č. | datum              | turnaj                                | povrch      | soupeř ve finále   | výsledek                |
| --------- | -- | ------------------ | ------------------------------------- | ----------- | ------------------ | ----------------------- |
| Finalista | 1. | 17. srpna 2013     | Minsk, Bělorusko                      | tvrdý       | Jegor Gerasimov    | 6–7((2–7), 6–4, 4–6     |
| Vítěz     | 1. | 17. listopadu 2013 | Bradenton, Spojené státy              | antuka      | Mārtiņš Podžus     | 3–6, 7–6(8–6), 6–3      |
| Vítěz     | 2. | 8. března 2014     | Aktobe, Kazachstán                    | tvrdý (h)   | Jaraslav Šyla      | 6–4, 3–6, 6–3           |
| Vítěz     | 3. | 31. května 2014    | Moskva, Rusko                         | antuka      | Stanislav Vovk     | 6–0, 6–4                |
| Finalista | 2. | 1. listopadu 2014  | Tartu, Estonsko                       | koberec (h) | Dzmitrij Žirmont   | 4–6, 2–6                |
| Vítěz     | 4. | 20. prosince 2014  | Santo Domingo, Dominikánská republika | tvrdý       | Mitchell Krueger   | 6–2, 6–4                |
| Vítěz     | 5. | 6. března 2016     | Quimper, Francie                      | tvrdý (h)   | Paul-Henri Mathieu | 6–7(6–8), 6–4, 6–4      |
| Finalista | 3. | 13. listopadu 2016 | Mouilleron-le-Captif, Francie         | tvrdý (h)   | Julien Benneteau   | 5–7, 6–2, 3–6           |
| Finalista | 4. | 29. ledna 2017     | Rennes, Francie                       | tvrdý (h)   | Uladzimir Ignatik  | 7–6(8–6), 3–6, 6–7(5–7) |

### Čtyřhra: 5 (3–2)
| Stav      | č. | datum             | turnaj                | povrch    | spoluhráč       | soupeři ve finále                    | výsledek       |
| --------- | -- | ----------------- | --------------------- | --------- | --------------- | ------------------------------------ | -------------- |
| Finalista | 1. | 14. července 2013 | Plovdiv, Bulharsko    | antuka    | Jaraslav Šyla   | Alexandr Lazov Laslo Urrutia Fuentes | 6–4, 3–6(8–10) |
| Vítěz     | 1. | 18. května 2014   | Teplice, Česko        | antuka    | Andriej Kapas   | David Škoch Robin Staněk             | 7–5, 6–2       |
| Finalista | 2. | 31. května 2014   | Moskva, Rusko         | antuka    | Denis Macukevič | Jegor Gerasimov Stanislav Vovk       | 6–2, 4–6(8–10) |
| Vítěz     | 2. | 8. února 2015     | Dallas, Spojené státy | tvrdý (h) | Denys Molčanov  | Hans Hach Verdugo Luis Patiño        | 6–4, 7–6(7–5)  |
| Vítěz     | 3. | 4. července 2015  | Padova, Itálie        | antuka    | Michail Jelgin  | Federico Gaio Alessandro Giannessi   | 6–4, 7–6(7–4)  |

## Finále soutěží družstev: 2 (2–0)
| Stav  | č. | soutěž                                        | povrch    | spoluhráči                                                    | soupeři ve finále                                                                   | výsledek |
| ----- | -- | --------------------------------------------- | --------- | ------------------------------------------------------------- | ----------------------------------------------------------------------------------- | -------- |
| Vítěz | 1. | 2.–7. února 2021 ATP Cup Melbourne, Austrálie | tvrdý     | Daniil Medveděv Aslan Karacev Jevgenij Donskoj                | Matteo Berrettini Fabio Fognini Simone Bolelli Andrea Vavassori Vincenzo Santopadre | 2–0      |
| Vítěz | 2. | 5. prosince 2021 Davis Cup Madrid, Španělsko  | tvrdý (h) | Daniil Medveděv Aslan Karacev Karen Chačanov Jevgenij Donskoj | Marin Čilić Nino Serdarušić Borna Gojo Mate Pavić Nikola Mektić                     | 2–0      |

## Finále na juniorském Grand Slamu

### Dvouhra: 1 (1–0)
| Stav  | rok  | turnaj      | povrch | soupeř ve finále | výsledek |
| ----- | ---- | ----------- | ------ | ---------------- | -------- |
| Vítěz | 2014 | French Open | antuka | Jaume Munar      | 6–2, 7–5 |

### Čtyřhra: 1 (0–1)
| Stav      | rok  | turnaj    | povrch | spoluhráč     | soupeři ve finále           | výsledek      |
| --------- | ---- | --------- | ------ | ------------- | --------------------------- | ------------- |
| Finalista | 2014 | Wimbledon | tráva  | Stefan Kozlov | Orlando Luz Marcelo Zormann | 4–6, 6–3, 6–8 |

## Chronologie výsledků na Grand Slamu

### Dvouhra
| Turnaj          | 2014 | 2015    | 2016 | 2017    | 2018    | 2019    | 2020    | 2021    | 2022    | 2023    | 2024    | 2025    | SR     | V–P   |
| --------------- | ---- | ------- | ---- | ------- | ------- | ------- | ------- | ------- | ------- | ------- | ------- | ------- | ------ | ----- |
| Australian Open | A    | A       | A    | 2. kolo | 3. kolo | 1. kolo | 4. kolo | ČF      | 3. kolo | ČF      | ČF      | 1. kolo | 0 / 9  | 20–9  |
| French Open     | A    | A       | 2Q   | 1. kolo | A       | A       | ČF      | 1. kolo | ČF      | 3. kolo | 3. kolo | 4. kolo | 0 / 7  | 14–7  |
| Wimbledon       | A    | 2Q      | 2Q   | 2. kolo | A       | 2. kolo | NH      | 4. kolo | A       | ČF      | 1. kolo | 4. kolo | 0 / 6  | 12–6  |
| US Open         | A    | 1. kolo | 1Q   | ČF      | 1. kolo | 4. kolo | ČF      | 3. kolo | ČF      | ČF      | 4. kolo |         | 0 / 9  | 24–9  |
| výhry–prohry    | 0–0  | 0–1     | 0–0  | 6–4     | 2–2     | 4–3     | 11–3    | 9–4     | 10–3    | 14–4    | 9–4     | 5–3     | 0 / 31 | 70–31 |

Vysvětlivky
1. ↑  Rubljov postoupil bez boje ze třetího kola French Open 2025. Neodehrané utkání tak nebylo započítáno jako vyhraný zápas.

| Legenda | Legenda                                   | Legenda | Legenda                     |
| ------- | ----------------------------------------- | ------- | --------------------------- |
| SR      | poměr vyhraných turnajů ku všem odehraným | W–L V–P | výhry–prohry                |
| NH      | daný rok se turnaj nekonal                | A       | turnaje se hráč nezúčastnil |
| 1Q / LQ | prohra v (kole) kvalifikace               | 1k / 1R | prohra v daném kole turnaje |
| QF / ČF | prohra ve čtvrtfinále                     | SF      | prohra v semifinále         |
| F       | prohra ve finále                          | Vítěz   | vítězství v turnaji         |